# 切爾托薩島
切爾托薩島是意大利的島嶼，位於該國北部威尼斯潟湖，距離威尼斯僅250米，長0.95公里、寬0.37公里，面積0.242平方公里，最高點海拔高度1米，島上無人居住。
45°26′N 12°22′E / 45.433°N 12.367°E